# Niccolò della Scala
Niccolò della Scala (Verona, 1267 – ...) è stato un politico italiano.

## Biografia
Era l'unico figlio legittimo di Mastino I della Scala, signore di Verona.
Nel 1279 ricevette in dono il castello di Illasi dal pontefice papa Niccolò III, riconoscente verso gli Scaligeri per la cattura da parte di questi, a Sirmione, di un gruppo di eretici Albigesi (Catari).
Fu eletto podestà di Mantova nel 1292, carica che abbandonò quando Bardellone dei Bonacolsi, signore di Mantova, entrò in conflitto con i propri parenti. Nel 1294 fu creato cavaliere da Alberto I della Scala, in occasione della pace tra Scaligeri ed Estensi.

## Discendenza
Niccolò ebbe quattro figli:
- Pietro
- Franceschino, dal 1304 signore di Corliano
- Alboina
- Francesca